# Josef Malejovský
Josef Malejovský (19. dubna 1914 Holice – 20. prosince 2003 Trutnov) byl český a československý akademický sochař, řezbář a pedagog. Politik Komunistické strany Československa a poslanec Sněmovny lidu Federálního shromáždění za normalizace.

## Život
Po studiu na pražské Státní ústřední škole bytového průmyslu se dostal do ateliéru profesora Karla Dvořáka na Vysoké škole uměleckoprůmyslové. Za války pracoval jako retušér v keramickém závodě, nebo jako pomocný dělník. Zároveň ve volném čase tvoří díla ovlivněná okupací.

## Dílo
V dobách socialistického Československa mu jeho angažovaná tvorba v duchu socialistického realismu zajistila řadu zakázek na díla ve veřejném prostoru:
- Pomník padlým barikádníkům v Holicích
- Pomník J.V. Stalina pro Plzeň
- Pomník J.V. Stalina pro Liberec
- Památník rudoarmějce v Pardubicích
- Pomník Klementa Gottwalda v Teplicích
- Pomník Klementa Gottwalda ve Vsetíně
- Pomník Klementa Gottwalda v Hodoníně
- Pomník Klementa Gottwalda v Hradci Králové
- Pomník Klementa Gottwalda v Jihlavě
- Pomník Klementa Gottwalda ve Slaném

Hlavy jeho soch se podobaly košťálové zelenině, proto měl přezdívku Kedlubnář.

## Politické funkce a prospěch
Vykonával funkci předsedy Svazu československých výtvarných umělců.
Ve volbách roku 1976 byl zvolen do Sněmovny lidu Federálního shromáždění (volební obvod č. 9 - Praha 6-severovýchod, hlavní město Praha). Mandát obhájil ve volbách roku 1981 (obvod Praha 6-severovýchod). Ve Federálním shromáždění setrval do konce funkčního období, tedy do voleb roku 1986.
Angažovanost mu na začátku roku 1989 dopomohla výhodně získat dům po malíři Stanislavu Vajceovi a jeho ženě Evě, kteří z Československa emigrovali.

## Galerie

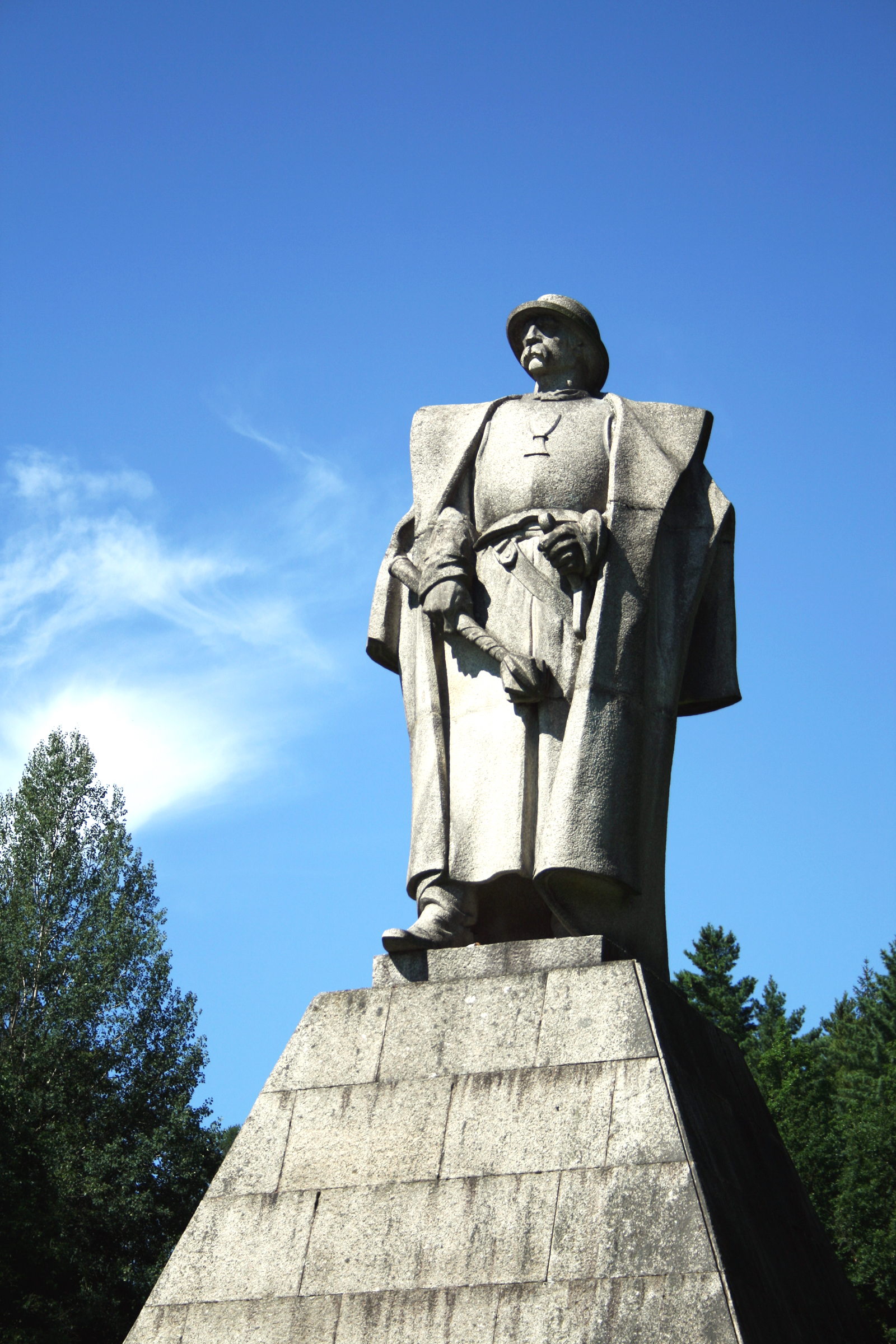
Jan Žižka, Trocnov, 1960
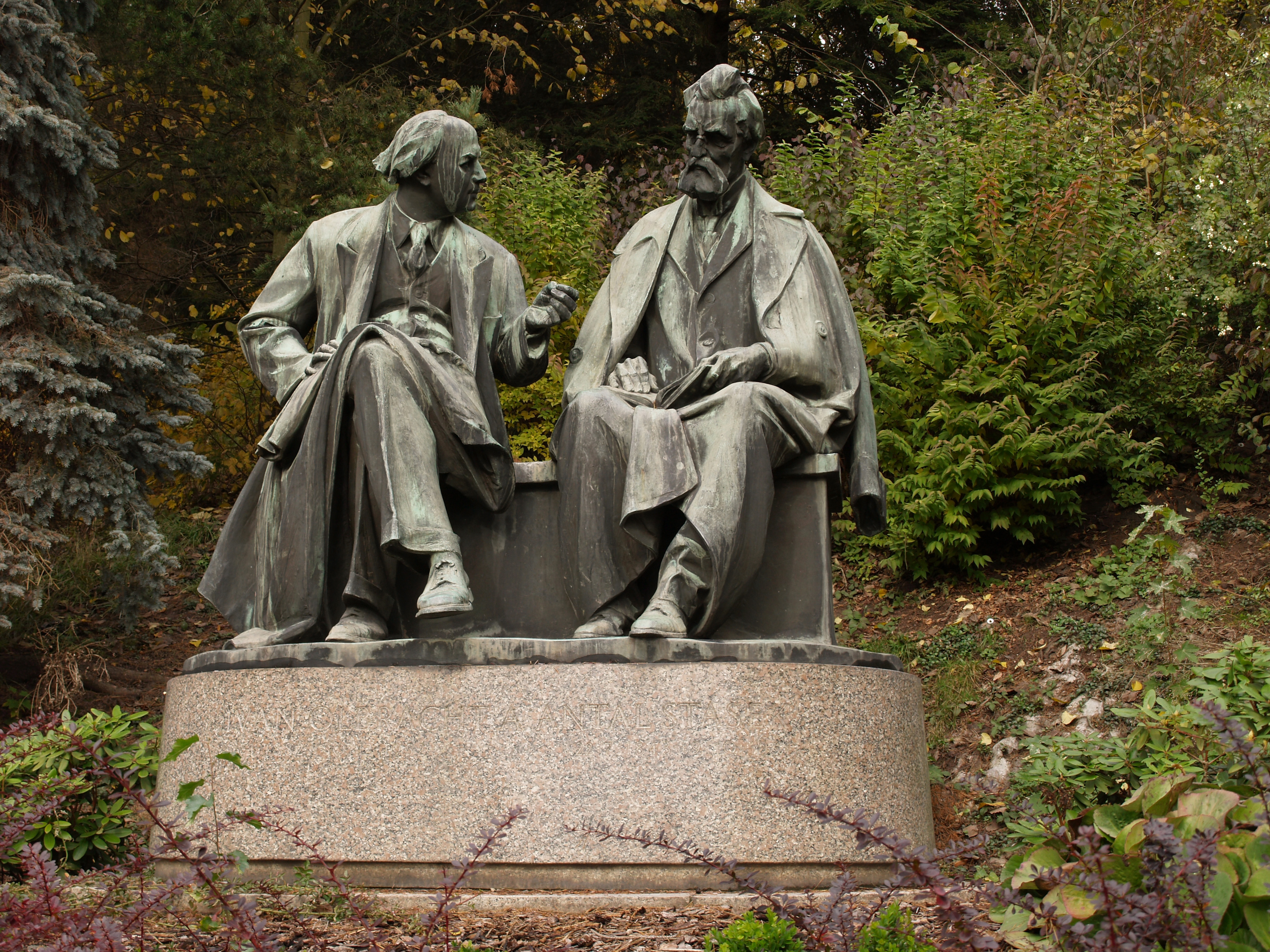
Otec a syn (Antal Stašek a Ivan Olbracht), Semily, 1960
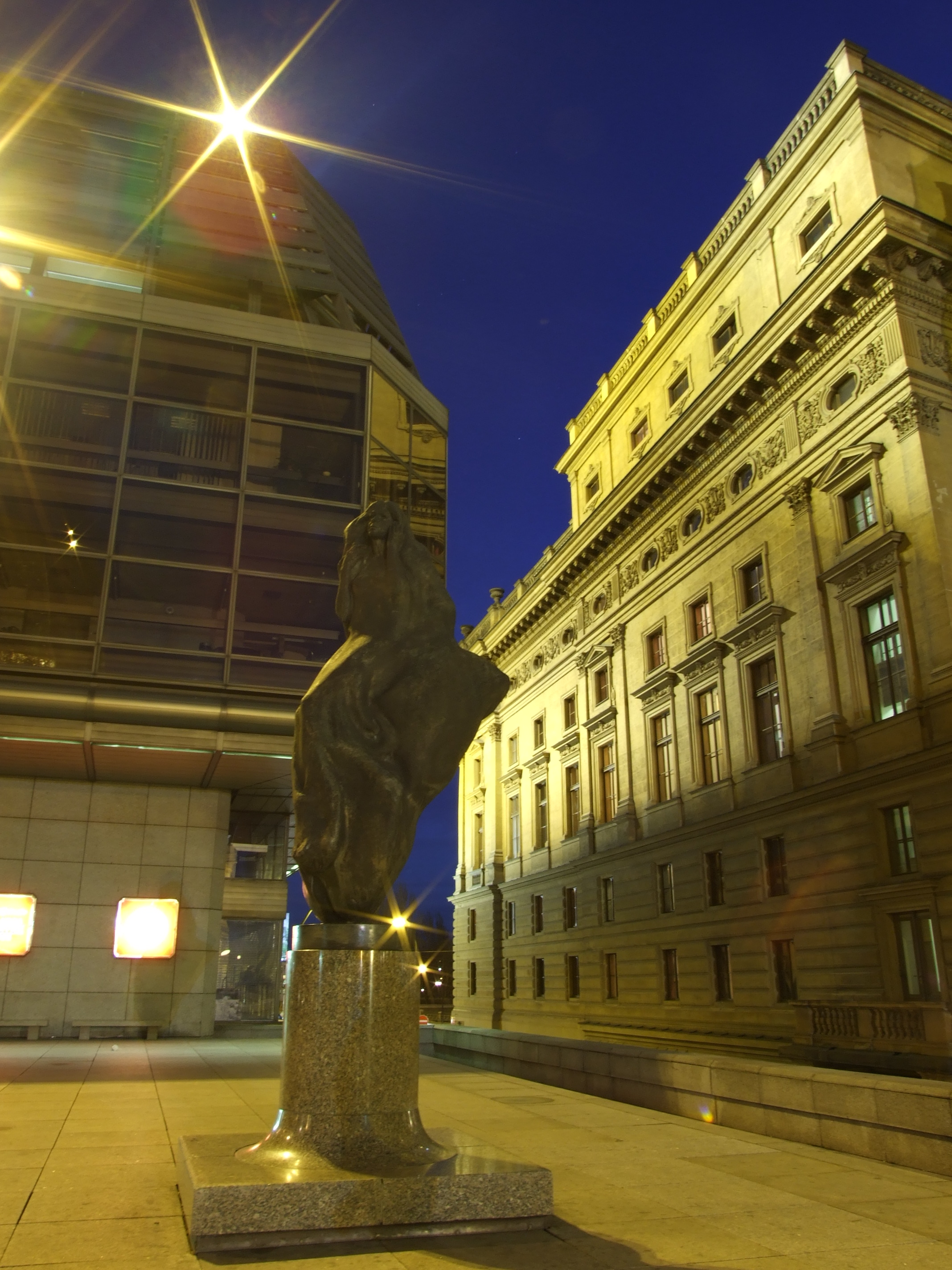
Znovuzrození před Novou Scénou Národního divadla, 1983
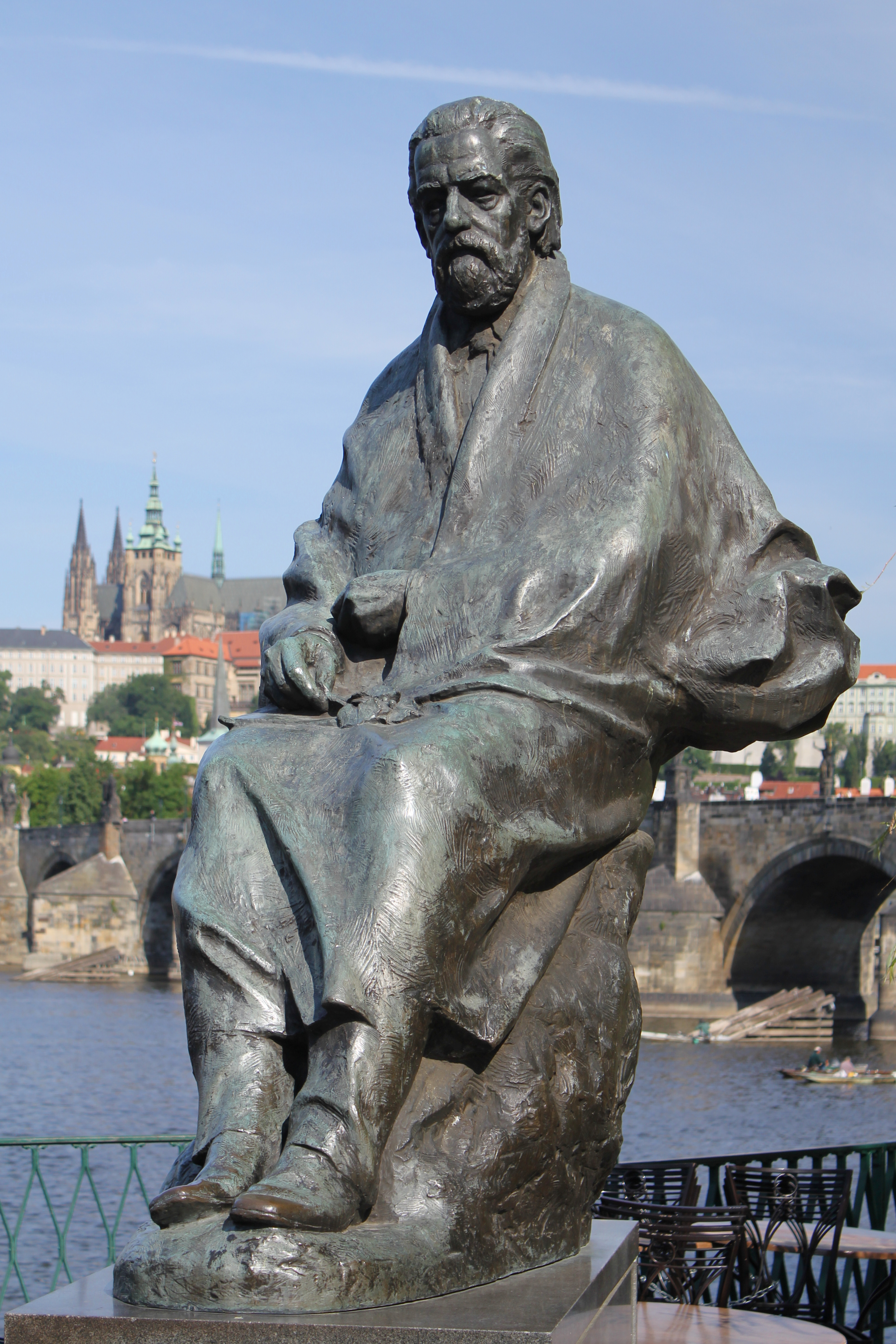
Bedřich Smetana před Smetanovým Muzeem na Novotného lávce
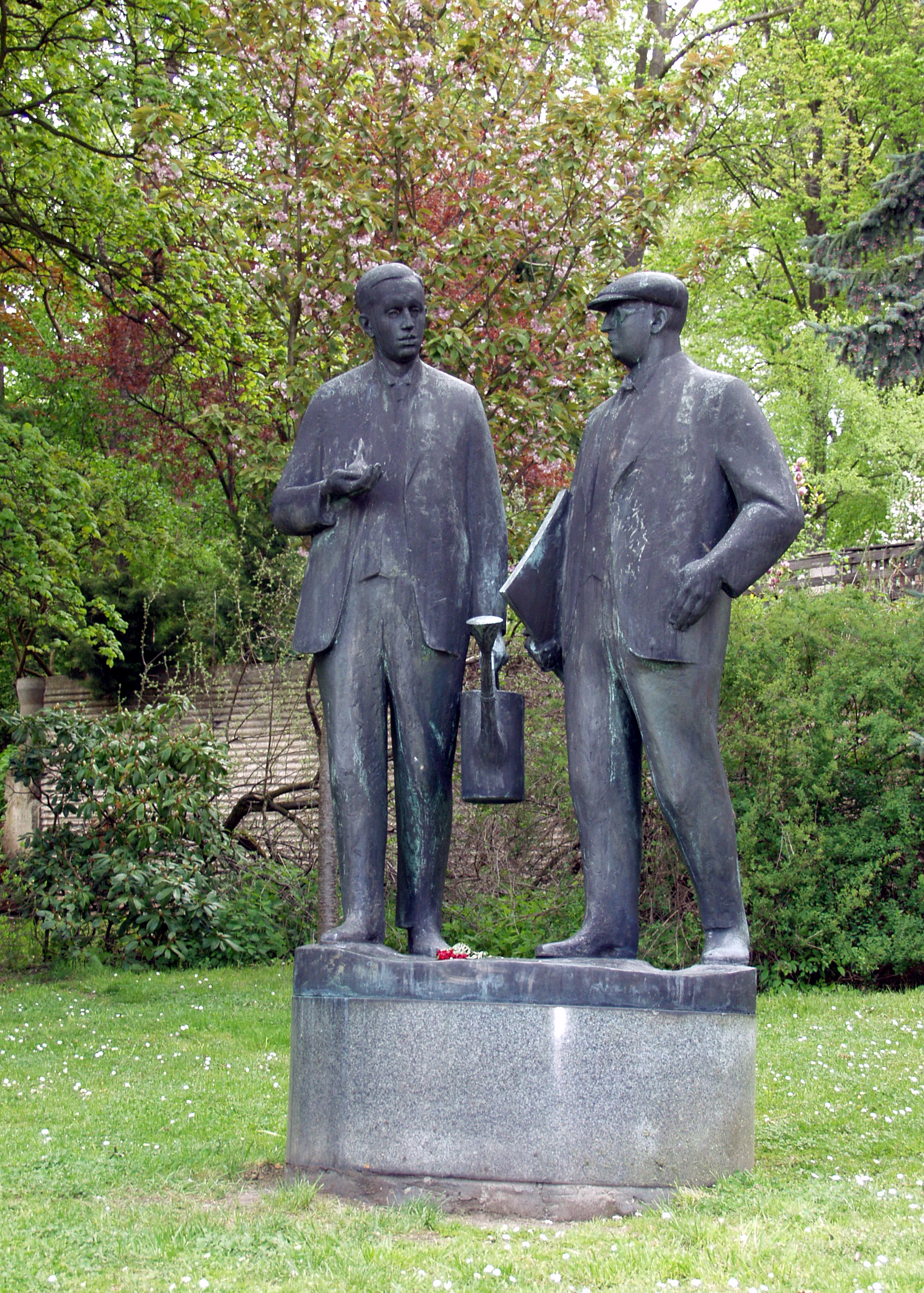
Bratři Čapkové, Malé Svatoňovice

## Komunistická vyznamenání
Byl několikrát oceněn státní cenou Klementa Gottwalda (1959, 1976, 1980), v roce 1974 obdržel titul Národní umělec.
- 1959 –  laureát státní ceny Klementa Gottwalda
- 1964 –  Řád práce
- 1974 – Národní umělec
- 1976 –  laureát státní ceny Klementa Gottwalda
- 1977 –  Řád republiky
- 1979 –  Řád Vítězného února
- 1980 –  laureát státní ceny Klementa Gottwalda
- 1984 –  Řád republiky
- 1987 – Cena Antonína Zápotockého